# Мальчик в коробке
Джозеф Огастус Дзарелли (англ. Joseph Augustus Zarelli; 13 января 1953 — февраль 1957), ранее известный как Мальчик в коробке (англ. Boy in the Box) — ранее неопознанная жертва убийства 4 лет, чьё тело было найдено в картонной коробке в районе Фокс-Чейз в Филадельфии (Пенсильвания) 25 февраля 1957 года. 30 ноября 2022 года, после более 65 лет поисков и расследований, в департаменте полиции Филадельфии заявили, что личность ребёнка установлена. Власти сообщили, что с помощью исследования ДНК, а также изучения генеалогии местных жителей, было установлено, что родители ребёнка — члены одной известной семьи, проживающей в округе Делавэр, штат Пенсильвания. Также полиция сообщила о нахождении в архивах свидетельства о рождении этого мальчика. 8 декабря 2022 года, на брифинге в департаменте полиции Филадельфии было названо имя ребёнка. Всю дополнительную информацию, власти обещали предоставить позже. Расследование убийства продолжается по сей день, однако личность его убийцы пока не установлена.

## Биография
Джозеф родился 13 января 1953 года в Филадельфии у Мэри Элизабет Эйбл (1931—1991), которая родила его от италоамериканца Огастуса Джона Дзарелли (1926—2014). На данный момент установлено, что Джозеф был зарегистрирован при рождении, но родители в браке не состояли, хотя имя Огастуса было указано в его свидетельстве о рождении. Спустя годы, когда была установлена его личность, родственники Дзарелли-старшего сказали, что тот мог и не знать о беременности Эйбл. Мэри Эйбл на момент его рождения был 21 год. За год до этого она аналогично родила вне брака девочку, которую отдала на удочерение. У Джозефа есть младшие единоутробные и единокровные братья и сёстры.
На данный момент известно, что Джозеф никогда не числился пропавшим без вести.

## Обнаружение тела

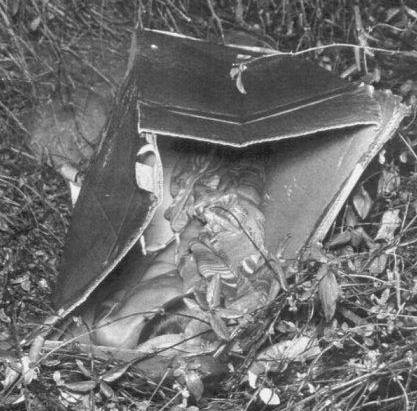
Коробка, в которой было обнаружено тело

Около 14 часов по местному времени, 26 февраля 1957 года, во вторник, в отдел расследования убийств городского управления полиции Филадельфии обратился 26-летний Фредерик Бенонис, студент Ла-Сальского колледжа, и сообщил, что накануне около 15:15 в пустынном местечке Фокс-Чейз, на севере Филадельфии, возле дороги Саскуэханна-роад, примерно в 450 метрах от женского интерната «Шеферд-скул», он нашёл большую картонную коробку, внутри которой увидел раздетый труп ребёнка. Для проверки заявления в указанное место было направлено несколько патрулей. Первым коробку, брошенную рядом с дорогой, нашёл патрульный полицейский Элмер Палмер. Тело мальчика, завёрнутое в одеяло, лежало в большой картонной коробке из-под детской люльки из сети магазинов «J. C. Penney».
На допросе Бенонис пояснил, что 24 февраля, проезжая по Саскуэханна-роад, он чуть было не задавил зайца, который после этого убежал в лес. Зная, что тут находятся капканы (неподалёку расположен парк «Фейрмаунт», благодаря чему окрестности Филадельфии в те года изобиловали зайцами, лисами, ондатрами и пр. живностью), Бенонис отбежал немного от дороги, чтобы убедиться, что заяц не попал в них. Так и не найдя зайца, Бенонис уехал, но решил через некоторое время вернуться, чтобы проверить чужие капканы. Он вернулся в понедельник, 25 февраля, но капканов не нашёл, зато нашёл коробку. Бенонис заверил полицию, что ни к чему не прикасался, хотя и не объяснил толком, почему в полицию в тот день не пошёл и никому ничего не сказал. Чуть позже полиция заново допросила Бенониса, потому что его утверждения насчёт зайца показались им странными, и тогда Бенонис признался, что у него склонность к вуайеризму и поэтому он шпионил в той местности, выискивая машины с уединившимися в них любовными парочками. В полицию он в итоге решил обратиться, когда по радио передали, что 25 февраля в Нью-Джерси пропала 3-летняя Мэри Джейн Баркер, и Бенонис решил, что в коробке лежит она. Он прошёл проверку на детекторе лжи, которая полностью сняла с него подозрения в причастности к убийству.
Первый осмотр места обнаружения трупа показал, что смерть ребёнка наступила в другом месте (на что указывало отсутствие одежды и следов грязи на ногах и теле), и что тело привезли в данное место на машине — сегодня местность, прилегающая к Саскуэханна-роад с той стороны, где был найден труп, плотно застроена жилыми домами, но тогда, в 1956 году, женский интернат «Шеферд-скул» был единственным близким к этому месту жильём. По пути от дороги к коробке полиция нашла вельветовую кепку и один коричневый детский ботинок (второй из этой же пары полицейские отыскали в сорока метрах далее по направлению дороги). Полиция посчитала, что кепка принадлежит преступнику, который, очевидно, привёз тело поздно ночью, но обронил кепку и не смог найти её в темноте. Пара детских ботинок, как позже выяснилось, не принадлежала убитому, потому что была на размер больше.
Через некоторое время стал известен хозяин капканов. Им оказался 18-летний поляк-иммигрант Джон Поуразник, который подтвердил, что нашёл «мальчика в коробке» ещё 24 февраля, когда осматривал ловушки, но не сообщил в полицию, опасаясь, что тогда конфискуют его капканы, а заодно его самого заключат под стражу и длительным допросам, как его брата, который обнаружил труп самоубийцы в 1956 году и с трудом сумел доказать тогда свою непричастность.

## Вскрытие
Вскрытие мальчика проводил доктор Джозеф Спелман, главный судебно-медицинский эксперт Филадельфии. Вскрытие показало, что тело принадлежит белому мальчику в возрасте от 4 до 5 лет, рост 102,9 см, вес 12 кг. Зафиксированный вес был значительно ниже нормы, что свидетельствовало о недостатке питания. В то же время тело было сухим и чистым, ногти на пальцах рук и ног были коротко острижены. Ладонь правой руки и ступни обеих ног, однако, имели значительные изменения кожных покровов, намекающих, что эти части тела долгое время находились в воде. Причём пребывание в воде имело место непосредственно перед смертью ребёнка, поскольку кожа не успела восстановить свое естественное состояние (это в конечном итоге привело к тому, что с правой руки ребёнка не удалось снять отпечатки пальцев). Волосы ребёнка были коротко и грубо острижены, их длина не превышала 1,2 см. При этом осыпавшиеся остриженные волосы остались на плечах и теле ребёнка: всё это говорило о том, что ребёнка стригли уже после смерти. Экспертиза показала, что смерть наступила в результате сильного сдавливания головы — там были обнаружены следы значительной гематомы без поранения кожи. Помимо этого был отмечен L-образный шрам с длиной каждой из сторон 6-7 мм на подбородке и следы трёх хирургических операций (на левой лодыжке, в паху и на груди), проведённых квалифицировано и задолго до смерти (шрамы нормально зажили и к смерти ребёнка не относились). Желудок погибшего был пуст, в пищеводе ребёнка было обнаружено небольшое количество некоей чёрной субстанции, природу которой установить не удалось. Токсикологическое исследование показало, что ребёнок не был отравлен, одурманен алкоголем и в момент смерти не находился под воздействием снотворного. На теле мальчика были множество синяков, появившихся незадолго до смерти, в остальном же тело не имело переломов костей и следов травм сексуального и физического характера — если не считать самих синяков и гематом на голове, то никакому постоянному и систематическому избиению при жизни мальчик не подвергался. Никаких следов вакцинации на теле обнаружено не было, из чего Спелман сделал вывод, что ребёнок не был зачислен ни в одну школу. Набор молочных зубов у ребёнка был полным. При жизни мальчик страдал неким хроническим заболеванием глаз, которое, предположительно, стало причиной появления язв вокруг его глаз, но Спелман не смог точно установить, что именно это было за заболевание. Однако он отметил, что левый глаз явно подвергался воздействию особого красителя, используемого для диагностики и лечения глазных заболеваний.
Трупное окоченение полностью прошло, что свидетельствовало о том, что с момента наступления смерти прошло более 48 часов. Посмертные изменения были выражены слабо, что указывало на длительное пребывание тела в холоде. Если убийство ребёнка произошло в помещении, то очень скоро его вынесли на улицу (дневная температура воздуха во второй половине февраля 1957 года в окрестностях Филадельфии колебалась около −3 градусов по Цельсию). Спелман не смог толком определить дату смерти, установив лишь, что мальчик мог быть убит как за 2 дня до обнаружения, так и за 2 недели.
Коробка, в которой нашли мальчика, имела габариты 38,1 см на 48,3 см на 88,9 см. Благодаря сохранившейся на ней наклейке быстро было установлено, что её продали со склада Джона Пеннея на пересечении 69-й стрит и Честнат-стрит в районе Аппер-Дерби (это примерно в 25 км от места обнаружения трупа). Коробка использовалась для хранения и транспортировки детской плетёной кроватки из серии, которая поступила в продажу в декабре 1956 года. С 3 декабря 1956 года по 16 февраля 1957 года со склада в Аппер-Дерби были отгружены 12 таких кроваток.
Плед, в который было завёрнуто тело, был из хлопчатобумажной фланели с зелёными квадратами на белом фоне, имел размеры 162,6 см на 193 см. Кусок размером 78,8 см на 66 см отсутствовал, и найти его не удалось. Примерно треть оставшегося куска была испачкана автомобильным маслом.
Кепка была изготовлена из тёмно-синего вельвета и имела кожаный ремешок с пряжкой. На подкладке находился ярлык производителя Ханны Роббинсон из Южной Филадельфии.

## Расследование

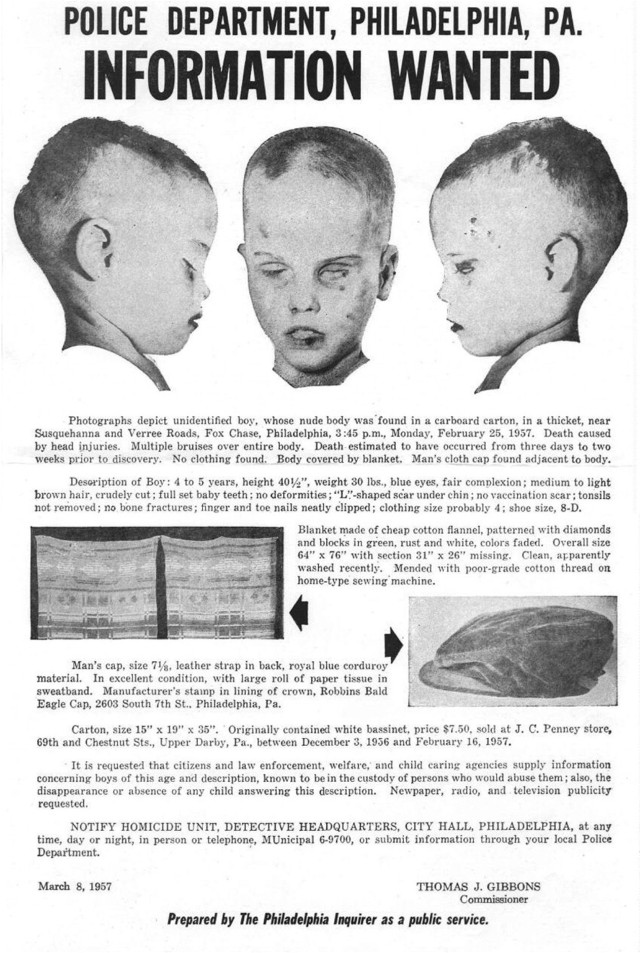
Плакат с просьбой об опознании трупа

Случай вызвал огромное внимание СМИ в Филадельфии и в регионе Филадельфия-Камден-Уилмингтон. Более 400 тысяч листовок с историей и изображением жертвы вкладывались в почтовые ящики вместе с налоговыми квитанциями.
В тот же день, когда стало известно о трупе, детективы отыскали Ханну Роббинс, в чьей мастерской была изготовлена кепка. Роббинс вспомнила, что кепка была из числа той продукции, которую изготовили до мая 1956 года, и что эту кепку купил в ноябре 1956 года молодой мужчина в возрасте 26-30 лет, одетый в синюю рабочую спецовку, подобную той, что носят работники бензоколонок. Как выяснилось, его кепка изначально не имела кожаного ремешка, который был приделан по просьбе этого мужчины, из-за чего Роббинс его и запомнила. Были найдены 8 из 12 покупателей люлек, которые все оказались непричастны к трупу. Владелец склада, откуда были отгружены кроватки, Джон Пенней, был до такой степени расстроен тем фактом, что не смог помочь полиции в её розысках, что с февраля 1957 года прекратил торговлю за наличный расчет и с того времени продавал свои товары только по почте или по чекам. Была найдена и компания, которая произвела плед, но та владела двумя крупными фабриками (одна за границей в канадском Квебеке, другая в Сваннаноа в штате Северная Каролина), которые, в случае с пледами, работали по одним рисункам и с одними и теми же материалами, из-за чего найти владельца пледа совершенно не представлялось возможным.
Основываясь на показаниях Джона Поуразника и метеосводках, полиция установила, что коробку привезли на место в период между утром 23 февраля и полуднем 24 февраля. Примерно через неделю с момента обнаружения трупа в окружной прокуратуре и управлении полиции стали склоняться к мысли о необходимости проведения широкомасштабной поисковой акции с максимально широким привлечением общественности. Поскольку труп до сих пор не удавалось идентифицировать, то именно его опознание стало первоочередной задачей расследования. Для этого было решено выпустить постер, содержащий детальное описание всех улик и обстоятельств, связанных с этим делом, и обращение к жителям с просьбой информировать полицию в случае опознания вещей или ребёнка. Также местных жителей попросили обратить внимание на знакомых детей, которые выпадали из их поля зрения начиная с середины февраля.
В течение весны 1957 года следственная группа отработала более 300 сообщений жителей Филадельфии и окрестностей о подозрительных исчезновениях детей. В подавляющем большинстве этих случаев бдительные жители сообщали о том, что дети, которых они частенько видели раньше, вдруг переставали появляться в поле их зрения. Следовавшая за этим полицейская проверка обычно фиксировала факт переезда детей к новому месту жительства. На протяжении второй половины 1957 года и первой половины 1958 года были проверены 763 семьи, принадлежавших к белой расе и переехавших в Филадельфию зимой 1956-57 годов. Несмотря на кропотливое и дотошное исследование всех обстоятельств жизни этих людей, ничего подозрительного полиции обнаружить не удалось. Параллельно с этим, следствие отрабатывало возможную причастность к гибели ребёнка преступников, которые были уже разоблачены. На причастность к данному делу проверялись Кеннет и Ирэн Дадли, у которых, из-за их кочующего образа жизни (они были рабочими карнавала), в период с 1937 года по 1960 год умерло целых семь детей (всего их у них было 10), а поскольку семья не имела постоянного места жительства, то детей родители тайно захоранивали где придётся. Против Дадли не были выдвинуты никакие обвинения, потому что экспертиза установила, что все семеро детей умерли из-за элементарного отсутствия достаточного питания и нормального ухода со стороны родителей (экспертиза обнаружила на их телах многочисленные следы побоев, но причиной смерти были именно недоедание и простуды).

## Похороны

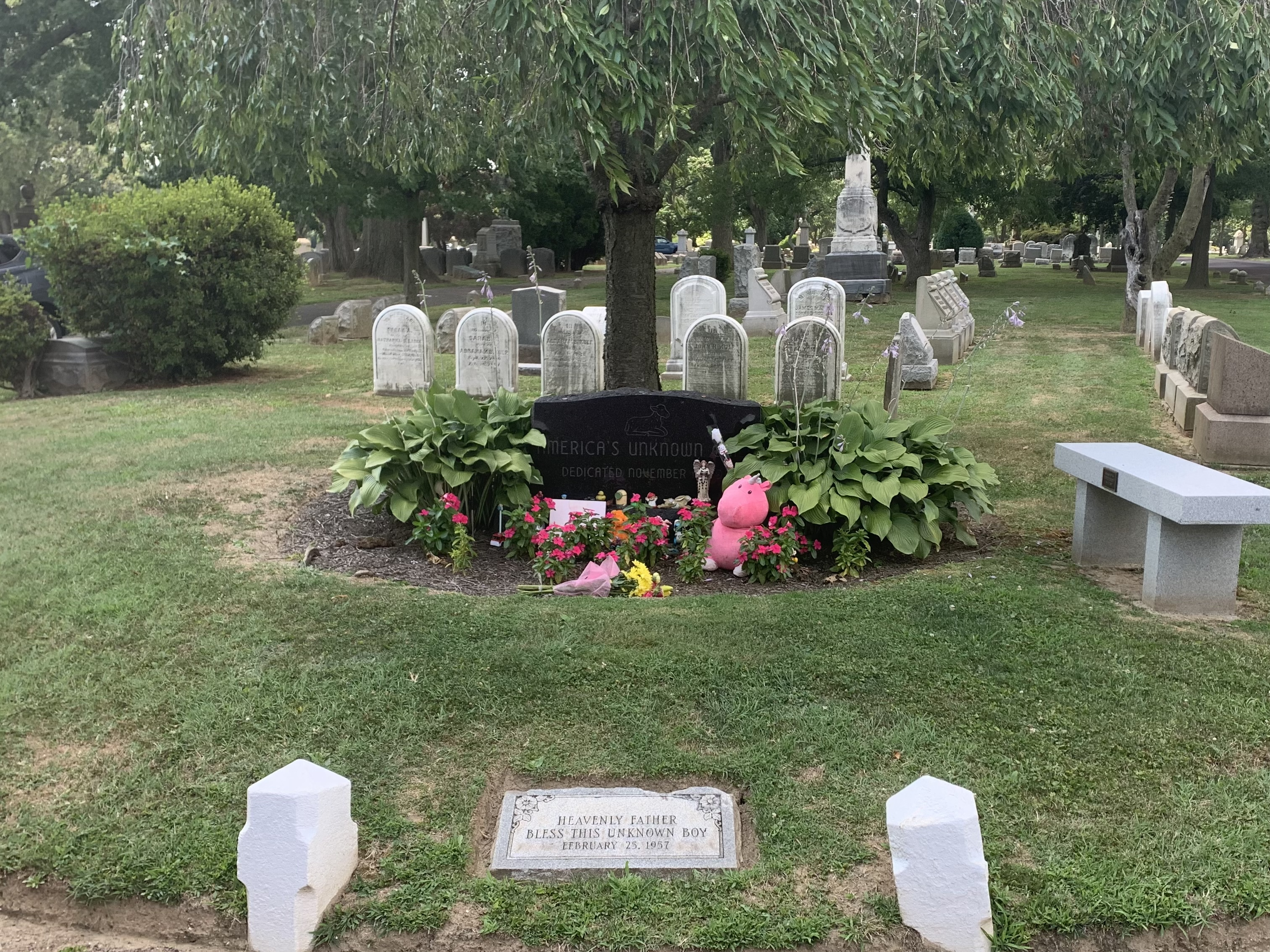
Могила мальчика по состоянию на август 2022 г.

Постепенно поток людей, желавших посмотреть на труп, иссяк, из-за чего постепенно ушла необходимость хранить тело в морге. 27 июля 1957 года тело было похоронено на кладбище невостребованных тел в могиле № 191 рядом с филадельфийским государственным госпиталем в районе Байберри. Это было единственное захоронение, на котором за счёт городского бюджета был установлен скромный памятник. Надпись на плите гласила: «Отец Небесный, благослови этого неизвестного мальчика».

3 ноября 1998 года могила была вскрыта для эксгумации. Образец ДНК был извлечён из эмали на сохранившемся зубе. После этого тело вновь захоронили на кладбище Айви-Хилл в Сидарбруке, Филадельфия. Гроб, надгробный камень и панихида были пожертвованы сыном человека, который хоронил мальчика в 1957 году. У новой могилы теперь есть большой надгробный камень с надписью «Неизвестный Ребёнок Америки». В 2019 могила была эксгумирована снова для новых попыток извлечь ДНК-образцы.

## Версии
Было выдвинуто множество версий. Ниже представлены наиболее распространённые из них.

### Девочка
Во время подготовки информационной акции старший инспектор Дэвид Робертс сделал довольно неожиданное предположение, заявив, что искать нужно не мальчика, а девочку. На эту мысль его натолкнули отрезанные волосы ребёнка. Поскольку мальчика стригли уже после его смерти (а иначе он бы сам стряхнул с себя волосы) и то, что, судя по характеру стрижки, она делалась впопыхах, то это натолкнуло Робертса на мысль, что убийца (если волосы действительно отстриг он) хотел таким образом избавиться от какой-то очень броской улики, которая могла его разоблачить. По мнению Робертса, причина этому могла быть одна: при жизни ребёнок имел крайне нетипично длинные для мальчика волосы. Исходя из этого Робертс предположил, что мальчик рос в неполной семье и воспитывался матерью-одиночкой, чьё поведение имело некую девиацию (если у ребёнка действительно были при жизни длинные волосы, то его, очевидно, воспитывали как девочку). Хотя версия Робертса никакого развития не получила, в 2008 году судебный художник Фрэнк Бендер нарисовал портрет ребёнка, показывающий, как бы он выглядел при жизни, если бы носил длинные волосы.

### Стивен Дамман
9 июня 1956 года Мэрилин Дамман из округа Нассау, штат Нью-Джерси, сообщила полиции, что в октябре 1955 года в универсальном магазине на острове Лонг-Айленд пропал её 34-месячный сын Стивен. Поиск ребёнка результатов не дал и не сохранилось никаких данных, объясняющих, почему Дамман обратилась в полицию только спустя 8 месяцев. Узнав про «мальчика в коробке», Дамман связалась с полицией Филадельфии и рассказала следователям свою историю. Предположение, что найденный труп мог принадлежать Стивену Дамману, хорошо объясняло, почему никто в Филадельфии не заявлял об исчезновении ребёнка. На опознание из округа Нассау прибыл инспектор Джеймс Фаррел, вердикт которого был неутешительным: многие элементы внешности трупа не совпадали с описанием внешности Стивена Даммана.

### Иммигранты
В период расследования в полицию обратился один из работников иммиграционной службы США, сообщивший о том, что в страну осенью-зимой 1956 года въехало большое количество иммигрантов из Венгрии, бежавших после восстания 1956 года. Филадельфия, наряду с Нью-Йорком и Бостоном, являлась тогда одним из центров их приёма и временного размещения. Поскольку иммигранты приезжали целыми семьями, то среди них было полно детей, которым при процедуре дактилоскопирования, в отличие от взрослых, снимали отпечатки только с правых рук. Если предположить, что «мальчик в коробке» действительно был из семьи иммигрантов, то это объясняло, почему его правая рука подверглась длительному воздействию воды и с неё невозможно было снять отпечатки — это явно было сделано намеренно, чтобы ребёнка невозможно было идентифицировать по отпечаткам. Также это могло объяснять и то, почему никто из местных хирургов не признал на теле трупа следы хирургического вмешательства.
Подключившийся к расследованию антрополог Вильтон Крогман, обследовав труп, установил, что ребёнок принадлежал к североевропейской семье народов — он мог быть шотландцем, норвежцем, англичанином или выходцем из северогерманских земель.

### Звонок Крогману
После того, как заявления Крогмана были опубликованы в СМИ (полиция не скрывала его имени, считая, что это поможет ходу расследования), Крогману, по его словам, позвонила некая женщина, находящаяся в состоянии крайней невменяемости, и весьма непрозрачно намекнула ему, что она мать ребёнка, и что она его убила, потому что не могла больше терпеть его крика — ребёнок, по её словам, был слабоумным.
Подобный звонок, впрочем, не был первым — в период активной стадии расследования в полицию позвонили 9 человек и все признались в убийстве своего ребёнка. Последовавшая проверка показала, что все эти люди были душевнобольными, которые попали под впечатление от газетных публикаций, и что они никак не могли быть причастны к убийству. Аутопсия же в свою очередь не выявила в мозге трупа ничего, что подтверждало бы, что при жизни мальчик имел умственные проблемы или психические отклонения. Однако, по большому счёту, данный вопрос остался открытым.

### Чарльз Спис
В мае 1957 года в полицию Филадельфии обратилась некая женщина из Камдена, штат Нью-Джерси, которая сообщила, что найденный ребёнок очень похож на ребёнка, которого она видела в компании бродяги, который, путешествуя по штату прошлой осенью и зимой, дважды останавливался с ночёвкой в её доме. Не имея денег, чтобы снять номер в обычной гостинице, этот человек расплачивался за постой мелким ремонтом. Имя, которым он назывался, как показала проверка, было вымышленным. Увидев воочию труп ребёнка, женщина заявила, что это именно тот самый ребёнок. Полиция Филадельфии обратилась за содействием к коллегам из Нью-Джерси и в Филадельфию приехало пятеро свидетелей, которые близко общались с тем бродягой и ребёнком: трое из них тоже опознали в трупе того самого ребёнка, но остальные двое согласились с тем, что сходство существует, хотя и не стали утверждать, будто имеет место однозначное совпадение.
Новая версия, в принципе, объясняла, почему никто в Филадельфии не заявлял об исчезновении ребёнка, почему желудок «мальчика в коробке» на момент смерти был почти пуст и почему в этой части Филадельфии никто не знал обладателя вельветовой кепки. Через месяц было установлено, что бродягой был Чарльз Спис из Ланкастера, штат Пенсильвания. Осенью 1956 года его бросила жена, оставив на него их сына, после чего, спустя несколько недель, Спис уехал из Ланкастера в неизвестном направлении. Полиция Филадельфии обратилась к Генеральному прокурору США с просьбой объявить Чарльза Списа в общефедеральный розыск. Обращение было удовлетворено и на территории 13 северо-восточных штатов начались активные розыскные мероприятия: территориальные подразделения полиции получили ориентировки на Списа, а по радио, телевидению и в прессе с обращениями к населению о помощи в розысках выступили представители правоохранительных органов. Однако ещё до того, как удалось найти Списа, объявилась его сбежавшая жена, которая, увидев труп, уверенно заявила, что это не её сын. Чуть позже в полицию явился и сам Спис вместе со своим сыном: оказалось, что он спокойно проживал в Ньюарке, в штате Нью-Джерси, и ни от кого не думал прятаться. Полиция извинилась перед Списом и отпустила его.
Во всей этой истории был один с самого начала непонятный нюанс: сыну Списа было в тот период 8 лет и даже при плохом питании он вряд ли бы мог выглядеть на 4 года. Тем не менее целых 4 человека, увидев труп, признали в нём того ребёнка, которого видели в обществе Списа. Между тем, отслеживая его перемещения, полиция смогла с уверенностью доказать лишь пребывание Списа в Камдене. Был ли ребёнок, которого там видели в обществе Списа, именно его сыном, осталось неизвестным.

### Приёмная семья
Самую известную версию в данном деле выдвинул Ремингтон Бристоу, который был ассистентом судебного медика во время вскрытия тела. Бристоу очень заинтересовался случаем и упорно расследовал его. Так в середине 1960-х ему удалось выпросить у полиции на память ту самую кепку предполагаемого убийцы, которую он затем использовал в своих розысках вплоть до своей смерти в 1993 году (после его смерти его наследники вернули кепку полиции). В его домашнем архиве после похорон были найдены материалы по 24 нерасследованным случаям гибели детей.
В 1960 году Бристоу связался c женщиной-экстрасенсом из Нью-Джерси Флоренс Стернфелд, которая сообщила, что погибший ребёнок был связан с неким старым домом, имевшим детскую игровую площадку на заднем дворе и расположенном не очень далеко от места обнаружения трупа. Осенью того же года Бристоу привёз Стернфелд на место обнаружения коробки с трупом. Экстрасенс отвела врача к некоему двухэтажному дому, в котором, как выяснилось, проживала семья, содержащая своего рода частный детский дом — они принимали на воспитание детей, от которых отказывались родители, и в течение многих месяцев и даже лет обеспечивали их кровом и жильём. Параллельно они подыскивали семьи, готовые усыновить детей, и получали от благодарных усыновителей некий гонорар. Это обеспечивало им неплохой и стабильный доход, позволявший нигде не работать. Обычно в доме проживало 5-6 детей, ожидавших усыновления, но иногда их число достигало и 20.
Когда Бристоу и Стернфелд нанесли визит в приют, то, если верить сохранившемся записям Бристоу, члены семьи вели себя настороженно и отрицали всякую причастность к судьбе «мальчика в коробке». Никакой существенной информации от приемных родителей тогда получить не удалось, как и не удалось осмотреть тогда дом. Однако после этого посещения глава семейства неожиданно объявил о переезде и продаже дома. В мае 1961 года Бристоу ещё раз посетил дом, на этот раз под видом потенциального покупателя в сопровождении агента по недвижимости. На этот раз никто не воспрепятствовал осмотру дома и Бристоу удалось обнаружить кое-что интересное. Согласно его записям, он увидел на заднем дворе повешенный для просушки кусок пледа, в точности соответствовавший своим рисунком пледу, найденном в коробке и неглубокий (40 см.) водоём, предназначенный для купания детей. И то, и другое, по мнению Бристоу, прочно доказывало причастность данной приемной семьи к трупу, однако оставалась неясной ситуация с коробкой из-под люльки. Собирая в дальнейшем на протяжении 20 лет информацию об этих усыновителях, Бристоу разыскал 8 человек (5 мужчин и 3 женщин), которые в разное время воспитывались в этой семье — все они утверждали, что усыновители не принимали на воспитание младенцев и грудных детей. Однако Бристоу, путём продолжительных расспросов и архивных розысков, удалось узнать, что в конце 1956 года их родная дочь вне брака родила дочь. Поскольку в те времена это сильно осуждалось обществом, то Бристоу предположил, что мать отдала девочку своим родителям.
В конечном итоге, версия Бристоу свелась к следующему: в конце 1956 года в приемную семью приняли на воспитание незаконнорожденную внучку. К этому времени в их доме уже значительное время жил мальчик с выраженной умственной отсталостью. За ним не приглядывали должным образом и плохо кормили, поскольку было ясно, что усыновителей для мальчика найти не удастся. В феврале 1957 года мальчик совершил некий проступок, вызвавший гнев старших и послуживший причиной жестокого наказания (не обязательно со стороны самих приемных родителей, возможно, мальчика наказал другой, старший по возрасту, ребёнок). Результатом наказания явилась травма головы с фатальными для мальчика последствиями. Бристоу сообщил о своих результатах в полицию, но там ему, согласно записям, посоветовали оставить приемную семью в покое. В 1984 году Бристоу разыскал усыновителей и вызвал их на откровенный разговор: чета призналась, что в начале 1957 года у них действительно в доме была детская плетёная люлька, но они не смогли толком вспомнить её происхождение (предположительно, её подарили им друзья из Фрэнкфорда, которые к 1984 году уже умерли). Пара опровергла все предположения Бристоу, что они когда-либо брали на воспитание младенцев, пояснив, что люлька им, в общем-то, была не нужна. Бристоу предложил супругам пройти проверку на полиграфе: они, по его словам, отказались. В начале 1985 года Бристоу подал в отдел расследования убийств полицейского управления Филадельфии официальное заявление, в котором изложил свои подозрения в адрес приемной семьи и предложил организовать их проверку на полиграфе. Заявление было рассмотрено, но просьбу Бристоу отклонили. Бристоу скончался в 1993 году.

### Версия «M»
Вторая версия выдвинута в феврале 2002 года женщиной, известной только как «M», утверждавшей, что её мать приобрела мальчика по имени Джонатан у его биологических родителей летом 1954 года. Следующие два с половиной года он подвергался сильному физическому и сексуальному насилию. Потом он был убит в припадке гнева после того, как его вырвало в ванну. Затем мать «M» постригла мальчика (очень небрежно, что отметила полиция) и выбросила тело в уединённом месте Фокс Чейз. «M» сказала, что, когда они собирались вытащить тело из багажника, проезжающий мимо автомобилист предложил помощь. Они проигнорировали это предложение, стараясь помешать ему увидеть номер, и тот уехал. Это подтвердило конфиденциальные показания свидетеля-мужчины, предположившего, что там внутри тело. Однако показания женщины подверглись сомнениям, так как она имела психическое заболевание. Соседи, имевшие доступ в дом, также всё отрицали, считая её показания «нелепыми».

### Человек из Мемфиса
В 2016 году два писателя, Джим Хоффман и Луи Романо, объявили, что им, возможно, удалось найти родственников мальчика. В начале 2013 года некий житель Филадельфии, при поддержке Хоффмана, подал в полицию заявление с версией о том, что некий другой человек, живущий в Мемфисе в штате Теннеси, может иметь родство с ребёнком. В январе 2014 года этот человек приехал в Филадельфию и сдал свой анализ ДНК, но местные власти заявили, что, прежде чем сверять анализы, они проведут большое расследование, чтобы проверить все факты относительно того, действительно ли этот человек и его семья могут быть связаны с ребёнком. В октябре 2017 года полиция Филадельфии выступила с заявлением, что ДНК ребёнка и этого человека не совпадают.

## В массовой культуре
История была использована как сценарий для некоторых серий сериалов, например: «Детектив Раш», «C.S.I.: Место преступления» и «Закон и порядок: Специальный корпус».
Случай спрофилирован в шоу «America's Most Wanted».
Американский писатель Даррелл Швейцер в своем рассказе «Мертвый мальчик» описал альтернативную версию произошедших событий.
В 2009 году режиссёром Андерсом Андерсоном был снят одноимённый фильм с Джоном Хэммом и Джошем Лукасом в главных ролях.